# Razgrad (gmina)
Razgrad (bułg. Община Разград)  − gmina w północno-wschodniej Bułgarii, w obwodzie Razgrad.

## Miejscowości
Miejscowości wchodzące w skład gminy Razgrad:
- Bałkanski (bułg.: Балкански),
- Błagoewo (bułg.: Благоево),
- Czerkowna (bułg.: Черковна),
- Djankowo (bułg.: Дянково),
- Drjanowec (bułg.: Дряновец),
- Gecowo (bułg.: Гецово),
- Jasenowec (bułg.: Ясеновец),
- Kiczenica (bułg.: Киченица),
- Lipnik (bułg.: Липник),
- Mortagonowo (bułg.: Мортагоново),
- Nedokłan (bułg.: Недоклан),
- Osenec (bułg.: Осенец),
- Ostrowcze (bułg.: Островче),
- Pobit kamyk (bułg.: Побит камък),
- Poroiszte (bułg.: Пороище),
- Prostorno (bułg.: Просторно),
- Radingrad (bułg.: Радинград),
- Rakowski (bułg.: Раковски),
- Razgrad (bułg.: Разград) − siedziba gminy,
- Strażec (bułg.: Стражец),
- Topczii (bułg.: Топчии),
- Uszinci (bułg.: Ушинци),